# Annika Wendle
Annika Wendle (15 de septiembre de 1997) es una deportista alemana que compite en lucha libre. Ganó dos medallas de bronce en el Campeonato Europeo de Lucha, en los años 2020 y 2021, ambas en la categoría de 53 kg.

## Palmarés internacional
| Campeonato Europeo | Campeonato Europeo | Campeonato Europeo | Campeonato Europeo |
| Año                | Lugar              | Medalla            | Categoría          |
| ------------------ | ------------------ | ------------------ | ------------------ |
| 2020               | Roma (Italia)      | Medalla de bronce  | 53 kg              |
| 2021               | Varsovia (Polonia) | Medalla de bronce  | 53 kg              |